# Ray Kellogg (regisseur)
Ray Kellogg (Council Bluffs, 15 november 1905 – Ontario, 5 juli 1976) was een Amerikaanse special effects-artiest, filmregisseur en filmproducent.

## Biografie
Kellogg werd geboren als Edgar Ray Kellogg op 15 november 1905 in Council Bluffs (Iowa). Tijdens de Tweede Wereldoorlog was hij luitenant bij de Amerikaanse marine en werkte hij voor het Office of Strategic Services (OSS), waar hij John Ford leerde kennen. Daar regisseerde hij de documentaire The Nazi Plan (1945), gebaseerd op propaganda en toenmalige nieuwsbeelden, die gebruikt werd als bewijsmateriaal op het Proces van Neurenberg tegen Hermann Göring en andere nazi-kopstukken. 
Na de oorlog ging Kellogg naar Hollywood om te werken in de afdeling special effects van 20th Century Fox, waar hij in 1954 de leiding kreeg over de afdeling.  Hij maakte zijn debuut als regisseur met de B-films The Killer Shrews en The Giant Gila Monster in 1959. In de jaren zestig werkte hij vooral als Second Unit-regisseur. In 1968 regisseerde hij samen met John Wayne The Green Berets, een controversiële oorlogsfilm die zich afspeelde tijdens het toenmalige conflict in Vietnam waarbij het Amerikaanse leger betrokken was.
Kellog overleed op 5 juli 1976 in Ontario (Californië) op 70-jarige leeftijd aan kanker.

## Filmografie

### Als regisseur
- The Nazi Plan (1945, documentaire)
- The Killer Shrews (1959)
- The Giant Gila Monster (1959)
- My Dog, Buddy (1960)
- The Green Berets (1968) - in samenwerking met John Wayne en Mervyn LeRoy

### Als Second Unit-regisseur
- The Egyptian (1954)
- South Pacific (1958)
- Cleopatra (1963)
- Cheyenne Autumn (1964)
- Stagecoach (1966)
- Batman (1966)
- Way...Way Out (1966)
- Chuka (1967)
- Castle Keep (1969)
- Tora! Tora! Tora! (1970)
- The Revengers (1972)

### Als producent
- That Justice Be Done (1945)
- The Red Pony (1973, televisiefilm)